# Cambridge (Iowa)
Cambridge és una població dels Estats Units a l'estat d'Iowa. Segons el cens del 2000 tenia 819 habitants.

## Demografia
Segons el cens del 2000, Cambridge tenia 819 habitants, 314 habitatges, i 216 famílies. La densitat de població era de 307 habitants per km².
Dels 314 habitatges en un 36,3% hi vivien nens de menys de 18 anys, en un 57,3% hi vivien parelles casades, en un 8,6% dones solteres, i en un 30,9% no eren unitats familiars. En el 22,9% dels habitatges hi vivien persones soles el 7,6% de les quals corresponia a persones de 65 anys o més que vivien soles. El nombre mitjà de persones vivint en cada habitatge era de 2,61 i el nombre mitjà de persones que vivien en cada família era de 3,11.
Per edats la població es repartia de la següent manera: un 27,8% tenia menys de 18 anys, un 8,1% entre 18 i 24, un 33,2% entre 25 i 44, un 21,7% de 45 a 60 i un 9,2% 65 anys o més.
L'edat mediana era de 34 anys. Per cada 100 dones de 18 o més anys hi havia 99,7 homes.
La renda mediana per habitatge era de 42.059 $ i la renda mediana per família de 49.375 $. Els homes tenien una renda mediana de 31.638 $ mentre que les dones 25.724 $. La renda per capita de la població era de 18.524 $. Entorn del 6,9% de les famílies i el 8,6% de la població estaven per davall del llindar de pobresa.

## Poblacions més properes
El següent diagrama mostra les poblacions més properes.